# Monstera punctulata
Monstera punctulata (Schott) Schott ex Engl. – gatunek wieloletnich, wiecznie zielonych pnączy z rodziny obrazkowatych, pochodzący z obszaru od Meksyku do Panamy, zasiedlający lasy deszczowe strefy równikowej.